# HMS Commonwealth
O HMS Commonwealth foi um couraçado pré-dreadnought operado pela Marinha Real Britânica e a primeira embarcação da Classe King Edward VII. Sua construção começou em junho de 1902 na Fairfield Shipbuilding e foi lançado ao mar em maio do ano seguinte, sendo comissionado na frota britânica em maio de 1905. Era armado com uma bateria principal de quatro canhões de 305 milímetros montados em duas torres de artilharia duplas, possuía um deslocamento de mais de dezessete mil toneladas e alcançava uma velocidade máxima de dezoito nós.
O Commonwealth teve um início de carreira relativamente tranquilo, servindo primeiro na Frota do Atlântico e depois na Frota Doméstica. Em 1912 ele e seus irmãos atuaram no Mar Mediterrâneo durante a Primeira Guerra Balcânica. A Primeira Guerra Mundial começou em 1914 e o navio passou a maior parte do conflito realizando patrulhas pelo Mar do Norte como parte da Grande Frota, porém nunca chegou a entrar em combate. Foi modernizado e depois do fim da guerra usado como um navio-escola de artilharia, sendo descomissionado no início de 1921 e desmontado.